# 456 pr. n. št.
Stoletja: 6. stoletje pr. n. št. - 5. stoletje pr. n. št. - 4. stoletje pr. n. št.
Desetletja: 500. pr. n. št. 490. pr. n. št. 480. pr. n. št. 470. pr. n. št. 460. pr. n. št. - 450. pr. n. št. - 440. pr. n. št. 430. pr. n. št. 420. pr. n. št. 410. pr. n. št. 400. pr. n. št.
Leta: 461 pr. n. št. 460 pr. n. št. 459 pr. n. št. 458 pr. n. št. 457 pr. n. št. - 456 pr. n. št. - 455 pr. n. št. 454 pr. n. št. 453 pr. n. št. 452 pr. n. št. 451 pr. n. št.